# Jean Laurent Minier
Jean Laurent Minier – francuski fotograf z XIX wieku związany z Hiszpanią.
W 1843 r. zamieszkał w Madrycie, gdzie poślubił wdowę po cukierniku. W Hiszpanii przedstawiał się jako Juan zamiast francuskiego Jean, a swoje dzieła podpisywał jako  «J. Laurent». Od 1855 r. interesował się fotografią. Fotografował panoramy miast, pejzaże, zabytki i dzieła sztuki z Półwyspu Iberyjskiego. Wykonywał również portrety znanych osobistości i mieszkańców półwyspu.
W 1874 r. sfotografował czarne obrazy Goi, malowidła ścienne, które znajdowały się w domu malarza. Jego fotografie użyto jako wzór w czasie przenoszenia malowideł na płótno.